# Былино (Рязанская область)
Былино — село в Клепиковском районе Рязанской области, входит в состав Алексеевского сельского поселения.

## География
Село расположено на берегу реки Гусь в 3 км на север от центра поселения села Алексеево и в 50 км на восток от райцентра Спас-Клепики. 

## История
Первое упоминание Былино в качестве сельца имеется в писцовой книге В. Крапоткина (1637-1643), оно было записано за Федором Дмитриевичем Загоскиным. В переписной Владимирской книге 1678 года в Былине за Дмитрием Федоровичем Загоскиным показано 25 дворов крестьянских и 13 бобыльских с числом жителей 180 человек. В 1779 году Былино в качестве села значится за коллежским асессором Лаврентием Загоскиным. Деревянная Смоленская церковь с приделом архидиакона Лаврентия первоначально построена была в селе Былине владельцем села Лаврентием Алексеевичем Загоскиным в 1758 году. Новая деревянная Смоленская церковь с приделом Пятницким построена и освящена в 1875 году, одновременно с церковью построена была и деревянная колокольня и каменная ограда вокруг церкви. С 1884 года в селе Былине была открыта местным священником церковно-приходская школа. 
В конце XIX — начале XX века село относилось к Алексеевской волости Касимовского уезда Рязанской губернии. В 1859 году в селе числилось 25 дворов, в 1906 году — 37 дворов.

## Население
| 1859 | 1906 |
| ---- | ---- |
| 272  | 292  |

| 1859 | 1906 | 2010 |
| ---- | ---- | ---- |
| 272  | ↗292 | ↘70  |